# Дебре, Робер
Робер Дебре (7 декабря 1882[…], Седан — 29 апреля 1978[…], Ле-Кремлен-Бисетр) — французский врач-педиатр, автор (совместно с Паулем Ромером) крупного труда по педиатрии. Отец и дед двух французских министров.

## Биография
Происходил из семьи Дебре — эльзасских раввинов, эмигрировавших во Францию после Франко-прусской войны 1870 года. Отец — Симон Дебре (1854—1939), был известным писателем, лингвистом и талмудистом, раввином Седана с 1880 по 1888 год, а затем — главным раввином в Нейи-сюр-Сене; автор книги «Еврейско-эльзасский юмор». 
Робер Дебре родился и первые годы провёл в Седане. В 1908 году женился на дочери художника Эдуара Деба-Понсана Жанне.
Был членом Парижской медицинской академии; сотрудничал и был близким другом профессоров Жана Квене и Альбера Бессона, совместно с которыми в 1950 году доказал, что кошки являются источниками фелиноза. Также стоял у истоков университетской реформы 1958 года и создания университетских больниц во Франции.
Имя Дебре присвоено крупнейшему парижскому детскому госпиталю, также его имя носят университетская больница Реймса, детский центр университетской больницы Анжера, больница Амбуаз (Эндр-и-Луар) и большой амфитеатр факультета медицины и фармации Пуатье.
Сын Робера Дебре Мишель был премьер-министром Франции в 1959—1962 годах. Другой его сын, Оливье, был известным художником-абстракционистом. Внук Патрис стал врачом-иммунологом.